# Хислоп, Виктория
Виктория Хислоп (англ. Victoria Hislop; 1959, Бромли, Кент) — английская писательница.

## Биография
Виктория Хислоп, при рождении Виктория Хэмсон (англ. Victoria Hamson), родилась в Бромли. графство Кент в 1959 году. Выросла в Тонбридже, где окончила местную школу для девочек .
Окончила St Hilda’s College, Оксфорд. Жила в Лондоне более 20 лет, сейчас живёт в Sissinghurst.
Замужем за издателем газеты Прайвэт Ай Ian Hislop. Чета имеет двух детей.
Кроме писательской деятельности продолжает писать заметки путешествий для Sunday Telegraph, Mail on Sunday и других журналов, сотрудничает с Daily Telegraph и Woman & Home.

## Карьера
Её второй роман, Остров (The Island), изданный в 2005 году, был бестселлером номер один в Великобритании. Успех частично является результатом выбора романа в серии летнего чтения Richard & Judy Book Club. Действие романа происходит до, во время, и сразу после Второй мировой войны на Крите и на острове Спиналонга, где в эти годы располагался лепрозорий. Роман имел большой успех и в Греции. Хислоп отказала в экранизации романа голливудской студии, но после греческого успеха романа дала разрешение на съёмку, менее выгодного в финансовом плане, одноимённого телесериала греческого канала MEGA.
Сама Хислоп заявила, что «опасалась, что в Голливуде роман может превратиться в фильм ужасов».
Роман был издан ещё в 23 странах, включён в списки самых успешных романов и в 100 книг, определивших десятилетие.
В 2008 году Хислоп издала роман Возвращение (The Return).
В 2009 году предоставила свой рассказ «Aflame in Athens» для публикации в программе «Ox-Tales» (4 сборника рассказов 38 британских писателей).
В 2011 году Хислоп издала ещё один роман с греческой тематикой — «Нить». Действие романа происходит в городе Салоники, сразу после его освобождения греческой армией в 1912 году и пожара 1917 года, на фоне последующих бурных десятилетий истории города.

### Романы
- Не для меня, я русский (2002) — Not For Me, I’m Russian (2002 novel)
- Остров (2005) — The Island (2005 novel)
- Возвращение (2008) — The Return  (2008)
- Нить (2011) — The Thread(2011)
- Восход (2014) - "The Sunrise"
- Путешествие за счастьем. Почтовые открытки из Греции (2016) - "Cartes Postales from Greece"
- Любимые (2019)

## Награды
Премия нового писателя 2007 года